# Levir Culpi
Levir Culpi (Curitiba, 28 de fevereiro de 1953) é um treinador e ex-futebolista brasileiro que atuava como zagueiro. Atualmente está sem clube.

## Carreira como jogador
Natural de Curitiba, começou a jogar futebol nos times de base do Coritiba no final da década de 1960. Nesta época, foi convocado para a Seleção Paranaense de Juvenis e ao lado do seu amigo de infância, Dirceu, participou do Campeonato Brasileiro de Seleções Estaduais Juvenis de 1969.
Em 1971, estreou como profissional no Coritiba e em 1972, foi convocado para Seleção Brasileira de Novos, ao lado de Paulo Roberto Falcão, para  disputa do "Torneio de Cannes", na França. Como capitão do grupo, a seleção brasileiro foi campeã desta edição. Com o Coritiba, participou da equipe de 1972 que ganhou a Fita Azul.
Em 1973, transferiu-se para o Botafogo e em 1974 assinou contrato com o Santa Cruz. No Tricolor do Arruda, jogou entre 1974 e 1978, sendo campeão pernambucano de 1976.
Entre 1978 e 1979, retornou ao Paraná e jogou no Colorado, onde foi vice-campeão de 1979. Em 1980 transferiu-se para o Atlante, do México, mas no mesmo ano retornou ao Brasil, assinando contrato com o Vila Nova. Entre 1980 e 1985 (último ano como futebolista profissional), retornou ao Colorado (1981) e ao Coritiba (rapidamente em 1985), e também jogou no Figueirense e Juventude (seu último clube).

## Carreira como treinador

### Início
Iniciou-se como treinador logo após encerrar sua carreira dentro das quatro linhas, em 1986, no Juventude. Mostrou talento como treinador quando comandou os três grandes clubes do futebol paranaense: Atlético Paranaense, Coritiba e Paraná, tendo se destacado nacionalmente quando dirigiu o Cruzeiro, com o qual sagrou-se campeão da Copa do Brasil de 1996 vencendo o badalado time do Palmeiras. Na condição de técnico do São Paulo, conquistou o Campeonato Paulista de 2000 e foi vice na Copa do Brasil.

### Criciúma
Dirigiu ainda o Criciúma na Copa Libertadores da América de 1992 e levou o time catarinense às quartas de final (5° lugar). Apesar de não ter dirigido o Criciúma na Copa do Brasil de 1991, é considerado pelos atletas da época como um dos grandes responsáveis pelo sucesso daquela equipe, pois teria montado aquele time durante os anos de 1989 e 1990.

### Palmeiras
Protagonizou um dos mais tristes momentos da história do Palmeiras no ano de 2002, assumindo o cargo de técnico do clube em situação desesperadora e não conseguindo salvar o clube do rebaixamento para a Série B do Campeonato Brasileiro.

### Botafogo
No ano seguinte, Levir foi contratado pelo Botafogo, time que foi rebaixado junto com o Palmeiras em 2002. Levir Culpi conduziu o time a um vice-campeonato da Série B, trazendo-o volta para a elite do futebol com uma das duas vagas de acesso à Série A.

### Atlético Paranaense
Em 2004, já à frente do Atlético Paranaense (novamente, após passagem anterior nos anos 1990), levou o clube ao vice campeonato brasileiro, deixando o título da competição nacional na sua segunda edição em pontos corridos (em disputa até os dias atuais), escapar nas últimas rodadas.

### Atlético Mineiro (terceira passagem)
Em 2006 levou o Atlético Mineiro, de forma brilhante, de volta à elite do futebol brasileiro. Tendo assumido o comando do time no meio do campeonato, com o time na incomoda 14ª posição, Levir formou uma grande equipe e, contando com os gols de Marinho e com as boas atuações de atletas formados no clube, como Lima, Diego Alves e Rafael Miranda, levou o time ao título do Campeonato Brasileiro da Série B em 2006. Mantendo essa base, conquistou o Campeonato Mineiro de 2007. Após o título estadual, deixou o Galo no dia 7 de maio.

### Cerezo Osaka
Em 2007 foi para o Cerezo Osaka, do Japão, ficando até o fim da temporada 2011 no futebol japonês. Retornou ao comando da equipe japonesa no meio de 2012, para tentar salvá-la do descenso à J2 League.

### Atlético Mineiro (quarta passagem)

#### 2014
No dia 24 de abril de 2014, foi anunciado como substituto de Paulo Autuori no comando do Atlético Mineiro. Esta foi a quarta passagem de Levir Culpi pelo clube mineiro.
No dia 4 de setembro, contra o Palmeiras válido pela Copa do Brasil, Levir Culpi completou 200 jogos comandando o Atlético Mineiro, tornado assim, o quarto treinador que mais treinou o Galo na história. A partida terminou com a vitória do Atlético 2 a 0, no Estádio Independência.
Ao final de 2014, após uma excelente temporada, tendo liderado o Atlético nas vitoriosas campanhas da Recopa Sul-Americana e da Copa do Brasil, o treinador teve seu contrato renovado por mais uma temporada.

#### 2015
Em 2015, logo na primeira partida oficial da temporada, vitória atleticana por 2 a 0 sobre o Tupi, Levir chegou ao jogo de número 228 à frente da equipe alvinegra, tornando-se o terceiro treinador com mais jogos pelo clube. Com a nova marca, o treinador ficou atrás apenas de Telê Santana com 434 jogos, e Procópio Cardoso com 328.
No dia 3 de maio, Levir voltou a escrever seu nome na história da equipe ao conquistar o Campeonato Mineiro, pelo Atlético. Com mais esta conquista, a quinta do treinador, se isolou como o maior vencedor da história do Campeonato Mineiro, na era profissional do futebol. Antes, já havia erguido a taça com o próprio Galo em 1995 e 2007, além do Cruzeiro, em 1996 e 1998.
Deixou o comando do Galo no dia 26 de novembro, exatamente um ano após a conquista da Copa do Brasil. Ele foi demitido com um total de 288 partidas, com 154 vitórias, 60 empates e 74 derrotas, totalizando 493 gols marcados e 184 sofridos. Entre os seis títulos conquistados, certamente a Copa do Brasil foi o mais marcante e importante.

### Fluminense
No dia 4 de março de 2016, Levir Culpi foi anunciado como novo técnico do Fluminense. O clube já havia feito mistério horas antes divulgando um vídeo que mostra uma fumaça branca saindo de uma chaminé. Levir chegou em um momento de reformulação do clube, após uma crise que "derrubou" o vice-presidente, diretor-executivo e o técnico Eduardo Baptista do clube carioca.
| “ | Torcedores do Tricolor, preparem suas caixinhas de remédio. Estou levando a minha. Vamos ter emoções, fortes emoções. Espero encontrá-los em breve. Estou feliz e motivado. Um abraço! | ” |

Logo em 20 de abril, em um mês e meio no Fluminense, conquistou o título da Primeira Liga do Brasil.
Foi demitido do Flu no dia 6 de novembro, após uma derrota de 4 a 2 para o Cruzeiro, no Mineirão, pela 34° rodada do Campeonato Brasileiro.

### Santos
Em 6 de junho de 2017 foi contratado pelo Santos. Foi demitido no dia 20 de outubro, sendo readmitido logo depois, a pedido do elenco. No entanto, foi demitido definitivamente no dia 28 de outubro, após uma derrota para o São Paulo por 2 a 1.

### Atlético Mineiro (quinta passagem)
No dia 17 de outubro de 2018, após a demissão de Thiago Larghi, foi contratado novamente pelo Atlético Mineiro. Após sofrer uma goleada de 4 a 1 para o Cerro Porteño, pela Libertadores, foi demitido no dia 11 de abril de 2019. Nesta temporada, com Levir no comando, foram 22 partidas, entre o Campeonato Mineiro e a Libertadores, com 14 vitórias, quatro empates e quatro derrotas, sendo três delas pela competição internacional.

### Breve aposentadoria e retorno ao Cerezo Osaka
Anunciou a sua aposentadoria como treinador de futebol no dia 16 de dezembro de 2019, visando se dedicar à família e cuidar da saúde.
Em janeiro de 2021, deixou a aposentadoria de lado e retornou a atividade de treinador, assinando contrato com o Cerezo Osaka para a disputa da J-League.

## Estatísticas

### Como treinador
Atualizadas até 11 de julho de 2021
| Clube                | Jogos | Vitórias | Empates | Derrotas | Aproveitamento |
| -------------------- | ----- | -------- | ------- | -------- | -------------- |
| Criciúma             | 132   | 68       | 39      | 25       | 61.36%         |
| Cruzeiro             | 257   | 140      | 68      | 49       | 63.29%         |
| São Paulo            | 78    | 42       | 18      | 18       | 61.54%         |
| Cerezo Osaka         | 286   | 147      | 63      | 86       | 58.74%         |
| Fluminense           | 52    | 22       | 15      | 15       | 51.92%         |
| Palmeiras            | 18    | 5        | 6       | 7        | 38.89%         |
| Gamba Osaka          | 31    | 4        | 3       | 10       | 35.29%         |
| Santos               | 31    | 14       | 12      | 5        | 58.06%         |
| Atlético Mineiro     | 320   | 172      | 66      | 82       | 60.63%         |
| Athletico Paranaense | 46    | 25       | 11      | 10       | 62.32%         |

## Títulos

### Como jogador
Coritiba
- Campeonato Paranaense: 1973

Santa Cruz
- Campeonato Pernambucano: 1976

### Como treinador
Inter de Limeira
- Campeonato Brasileiro - Série B: 1988

Criciúma
- Campeonato Catarinense: 1989

Paraná
- Campeonato Paranaense: 1993

Cruzeiro
- Campeonato Mineiro: 1996 e 1998
- Copa do Brasil: 1996
- Recopa Sul-Americana: 1998
- Copa Centro-Oeste: 1999

São Paulo
- Campeonato Paulista: 2000

Atlético Mineiro
- Campeonato Mineiro: 1995, 2007 e 2015
- Campeonato Brasileiro - Série B: 2006
- Recopa Sul-Americana: 2014
- Copa do Brasil: 2014

Fluminense
- Primeira Liga: 2016

## Campanhas de destaque
Cruzeiro
- Supercopa Libertadores: 1996 (vice-campeão)
- Copa do Brasil: 1998 (vice-campeão)
- Campeonato Brasileiro: 1998 (vice-campeão)
- Copa Mercosul: 1998 (vice-campeão)
- Seleção Mineira do Século XXI - Rádio CBN 106.1

São Paulo
- Copa do Brasil: 2000 (vice-campeão)[6]

Sport
- Copa do Nordeste: 2001 (vice-campeão)

Botafogo
- Campeonato Brasileiro - Série B: 2003 (vice-campeão)

Atlético Paranaense
- Campeonato Brasileiro: 2004 (vice-campeão)

Atlético Mineiro
- Campeonato Brasileiro: 2015 (vice-campeão)